# Campionat de Catalunya d'atletisme - Triple salt
El triple salt és una prova del Campionat de Catalunya d'atletisme que es realitza des del 1916 en categoria masculina i des del 1990 en categoria femenina.
La primera edició de la prova fou vençuda per Jaume Vidal del FC Barcelona, amb un salt d'onze metres i mig, mateixa marca que la que aconseguí el també futbolista Santiago Massana un any més tard. Josep Jordi Parellada fou el primer atleta que guanyà el campionat amb un salt per sobre de 14 metres (14,08 m) assolit l'any 1949. No fou fins 1972 quan el campionat fou guanyat amb un salt per damunt dels 15 metres. L'autor fou Albert Orfila. En categoria femenina la primera edició no es disputà fins a l'any 1990, guanyada per Soledad Vidal del Gimnàstic de Tarragona, amb un salt de 11 metres i 66 centímetres.
Fins a l'any 2024 els atletes amb més campionats en categoria masculina són Albert Orfila Tena, amb 10 títols, Josep Jordi Parellada i Cardellach amb 9, Ramon Adàlia amb sis i Eduardo Pérez Neila amb cinc. En categoria femenina Dèbora Calveras es proclamà campiona en 7 ocasions, seguida per Naiara Estanga amb sis i Mònica Jofresa Prats amb cinc ocasions.

## Historial
| Edició   | Data | Competició masculina                          | Competició masculina                          | Competició masculina                          | Competició femenina                   | Competició femenina                   | Competició femenina                   | refs.             |
| Edició   | Data | Campió                                        | Club                                          | Marca                                         | Campiona                              | Club                                  | Marca                                 | refs.             |
| -------- | ---- | --------------------------------------------- | --------------------------------------------- | --------------------------------------------- | ------------------------------------- | ------------------------------------- | ------------------------------------- | ----------------- |
| I        | 1916 | Jaume Vidal                                   | FC Barcelona                                  | 11.50                                         | la categoria femenina començà el 1990 | la categoria femenina començà el 1990 | la categoria femenina començà el 1990 | [ 2 ] [ 4 ] [ 5 ] |
| II       | 1917 | Santiago Massana                              | SS Pompeia                                    | 11.50                                         | la categoria femenina començà el 1990 | la categoria femenina començà el 1990 | la categoria femenina començà el 1990 | [ 2 ] [ 6 ]       |
| III      | 1918 | la prova no es va disputar                    | la prova no es va disputar                    | la prova no es va disputar                    | la categoria femenina començà el 1990 | la categoria femenina començà el 1990 | la categoria femenina començà el 1990 | [ 2 ] [ 7 ]       |
| IV       | 1919 | la prova no es va poder disputar per la pluja | la prova no es va poder disputar per la pluja | la prova no es va poder disputar per la pluja | la categoria femenina començà el 1990 | la categoria femenina començà el 1990 | la categoria femenina començà el 1990 | [ 2 ] [ 8 ]       |
| V        | 1920 | Otto Fleiter                                  | SG Alemanya                                   | 11.99                                         | la categoria femenina començà el 1990 | la categoria femenina començà el 1990 | la categoria femenina començà el 1990 | [ 2 ] [ 9 ]       |
| -        | 1921 | no es disputà per la crisi federativa         | no es disputà per la crisi federativa         | no es disputà per la crisi federativa         | la categoria femenina començà el 1990 | la categoria femenina començà el 1990 | la categoria femenina començà el 1990 | [ 2 ]             |
| -        | 1922 | no es disputà per la crisi federativa         | no es disputà per la crisi federativa         | no es disputà per la crisi federativa         | la categoria femenina començà el 1990 | la categoria femenina començà el 1990 | la categoria femenina començà el 1990 | [ 2 ]             |
| VI       | 1923 | Joan Recasens                                 | CG Tarragona                                  | 11.96                                         | la categoria femenina començà el 1990 | la categoria femenina començà el 1990 | la categoria femenina començà el 1990 | [ 2 ] [ 10 ]      |
| VII      | 1924 | Joaquim Roca                                  | FC Barcelona                                  | 12.69                                         | la categoria femenina començà el 1990 | la categoria femenina començà el 1990 | la categoria femenina començà el 1990 | [ 2 ] [ 11 ]      |
| VIII     | 1925 | Josep Maria Olivella                          | CG Tarragona                                  | 12.80                                         | la categoria femenina començà el 1990 | la categoria femenina començà el 1990 | la categoria femenina començà el 1990 | [ 2 ]             |
| IX       | 1926 | Josep Maria Olivella                          | CG Tarragona                                  | 12.16                                         | la categoria femenina començà el 1990 | la categoria femenina començà el 1990 | la categoria femenina començà el 1990 | [ 2 ]             |
| X        | 1927 | Josep Maria Olivella                          | CG Tarragona                                  | 13.15                                         | la categoria femenina començà el 1990 | la categoria femenina començà el 1990 | la categoria femenina començà el 1990 | [ 2 ]             |
| XI       | 1928 | Joaquim Roca                                  | FC Barcelona                                  | 12.66                                         | la categoria femenina començà el 1990 | la categoria femenina començà el 1990 | la categoria femenina començà el 1990 | [ 2 ]             |
| XII      | 1929 | Francesc Huguet                               | CG Tarragona                                  | 12.99                                         | la categoria femenina començà el 1990 | la categoria femenina començà el 1990 | la categoria femenina començà el 1990 | [ 2 ]             |
| XIII     | 1930 | Francesc Huguet                               | CG Tarragona                                  | 13.10                                         | la categoria femenina començà el 1990 | la categoria femenina començà el 1990 | la categoria femenina començà el 1990 | [ 2 ]             |
| XIV      | 1931 | Miquel Consegal Boix                          | FC Badalona                                   | 13.43                                         | la categoria femenina començà el 1990 | la categoria femenina començà el 1990 | la categoria femenina començà el 1990 | [ 2 ]             |
| XV       | 1932 | Miquel Consegal Boix                          | FC Badalona                                   | 13.37                                         | la categoria femenina començà el 1990 | la categoria femenina començà el 1990 | la categoria femenina començà el 1990 | [ 2 ]             |
| XVI      | 1933 | Jaume Company                                 | UGE Badalona                                  | 13.34                                         | la categoria femenina començà el 1990 | la categoria femenina començà el 1990 | la categoria femenina començà el 1990 | [ 2 ]             |
| XVII     | 1934 | Miquel Consegal Boix                          | BUC                                           | 13.425                                        | la categoria femenina començà el 1990 | la categoria femenina començà el 1990 | la categoria femenina començà el 1990 | [ 2 ]             |
| XVIII    | 1935 | Miquel Consegal Boix                          | BUC                                           | 12.84                                         | la categoria femenina començà el 1990 | la categoria femenina començà el 1990 | la categoria femenina començà el 1990 | [ 2 ]             |
| XIX      | 1936 | Lluís Giró                                    | Atletes Units                                 | 13.28                                         | la categoria femenina començà el 1990 | la categoria femenina començà el 1990 | la categoria femenina començà el 1990 | [ 2 ]             |
| -        | 1937 | no es disputà per la Guerra Civil             | no es disputà per la Guerra Civil             | no es disputà per la Guerra Civil             | la categoria femenina començà el 1990 | la categoria femenina començà el 1990 | la categoria femenina començà el 1990 |                   |
| -        | 1938 | no es disputà per la Guerra Civil             | no es disputà per la Guerra Civil             | no es disputà per la Guerra Civil             | la categoria femenina començà el 1990 | la categoria femenina començà el 1990 | la categoria femenina començà el 1990 |                   |
| -        | 1939 | no es disputà per la Guerra Civil             | no es disputà per la Guerra Civil             | no es disputà per la Guerra Civil             | la categoria femenina començà el 1990 | la categoria femenina començà el 1990 | la categoria femenina començà el 1990 |                   |
| XX       | 1940 | Lluís Giró                                    | GEiEG                                         | 13.42                                         | la categoria femenina començà el 1990 | la categoria femenina començà el 1990 | la categoria femenina començà el 1990 | [ 2 ]             |
| XXI      | 1941 | Lluís Giró                                    | GEiEG                                         | 13.23                                         | la categoria femenina començà el 1990 | la categoria femenina començà el 1990 | la categoria femenina començà el 1990 | [ 2 ]             |
| XXII     | 1942 | Lluís Giró                                    | GEiEG                                         | 13.87                                         | la categoria femenina començà el 1990 | la categoria femenina començà el 1990 | la categoria femenina començà el 1990 | [ 2 ]             |
| XXIII    | 1943 | Josep Planas                                  | AA Cardona                                    | 13.41                                         | la categoria femenina començà el 1990 | la categoria femenina començà el 1990 | la categoria femenina començà el 1990 | [ 2 ]             |
| XXIV     | 1944 | Josep Planas                                  | RCD Espanyol                                  | 13.13                                         | la categoria femenina començà el 1990 | la categoria femenina començà el 1990 | la categoria femenina començà el 1990 | [ 2 ]             |
| XXV      | 1945 | Josep Planas                                  | RCD Espanyol                                  | 13.02                                         | la categoria femenina començà el 1990 | la categoria femenina començà el 1990 | la categoria femenina començà el 1990 | [ 2 ]             |
| XXVI     | 1946 | Raül Navarro                                  | CN Barcelona                                  | 13.615                                        | la categoria femenina començà el 1990 | la categoria femenina començà el 1990 | la categoria femenina començà el 1990 | [ 2 ]             |
| XXVII    | 1947 | Raül Navarro                                  | CN Barcelona                                  | 13.03                                         | la categoria femenina començà el 1990 | la categoria femenina començà el 1990 | la categoria femenina començà el 1990 | [ 2 ]             |
| XXVIII   | 1948 | Raül Navarro                                  | CN Barcelona                                  | 13.41                                         | la categoria femenina començà el 1990 | la categoria femenina començà el 1990 | la categoria femenina començà el 1990 | [ 2 ]             |
| XXIX     | 1949 | Josep Jordi Parellada                         | RCD Espanyol                                  | 14.08                                         | la categoria femenina començà el 1990 | la categoria femenina començà el 1990 | la categoria femenina començà el 1990 | [ 2 ]             |
| XXX      | 1950 | Raül Navarro                                  | CN Barcelona                                  | 13.29                                         | la categoria femenina començà el 1990 | la categoria femenina començà el 1990 | la categoria femenina començà el 1990 | [ 2 ]             |
| XXXI     | 1951 | Josep Jordi Parellada                         | FC Barcelona                                  | 13.39                                         | la categoria femenina començà el 1990 | la categoria femenina començà el 1990 | la categoria femenina començà el 1990 | [ 2 ]             |
| XXXII    | 1952 | Josep Jordi Parellada                         | FC Barcelona                                  | 13.33                                         | la categoria femenina començà el 1990 | la categoria femenina començà el 1990 | la categoria femenina començà el 1990 | [ 2 ]             |
| XXXIII   | 1953 | Josep Jordi Parellada                         | FC Barcelona                                  | 13.19                                         | la categoria femenina començà el 1990 | la categoria femenina començà el 1990 | la categoria femenina començà el 1990 | [ 2 ]             |
| XXXIV    | 1954 | Josep Jordi Parellada                         | CN Barcelona                                  | 13.23                                         | la categoria femenina començà el 1990 | la categoria femenina començà el 1990 | la categoria femenina començà el 1990 | [ 2 ]             |
| XXXV     | 1955 | Josep Jordi Parellada                         | CA Stadium                                    | 13.75                                         | la categoria femenina començà el 1990 | la categoria femenina començà el 1990 | la categoria femenina començà el 1990 | [ 2 ]             |
| XXXVI    | 1956 | Manuel Surroca                                | FC Barcelona                                  | 13.83                                         | la categoria femenina començà el 1990 | la categoria femenina començà el 1990 | la categoria femenina començà el 1990 | [ 2 ]             |
| XXXVII   | 1957 | Josep Jordi Parellada                         | CA Stadium                                    | 13.56                                         | la categoria femenina començà el 1990 | la categoria femenina començà el 1990 | la categoria femenina començà el 1990 | [ 2 ]             |
| XXXVIII  | 1958 | Josep Jordi Parellada                         | CA Stadium                                    | 13.62                                         | la categoria femenina començà el 1990 | la categoria femenina començà el 1990 | la categoria femenina començà el 1990 | [ 2 ]             |
| XXXIX    | 1959 | Josep Jordi Parellada                         | CA Stadium                                    | 13.63                                         | la categoria femenina començà el 1990 | la categoria femenina començà el 1990 | la categoria femenina començà el 1990 | [ 2 ]             |
| XL       | 1960 | Francesc Lorenzo                              | FC Barcelona                                  | 13.55                                         | la categoria femenina començà el 1990 | la categoria femenina començà el 1990 | la categoria femenina començà el 1990 | [ 2 ]             |
| XLI      | 1961 | Arturo Ruf                                    | CN Barcelona                                  | 13.35                                         | la categoria femenina començà el 1990 | la categoria femenina començà el 1990 | la categoria femenina començà el 1990 | [ 2 ]             |
| XLII     | 1962 | Francesc Lorenzo                              | FC Barcelona                                  | 13.13                                         | la categoria femenina començà el 1990 | la categoria femenina començà el 1990 | la categoria femenina començà el 1990 | [ 2 ]             |
| XLIII    | 1963 | Josep Lluís Parra                             | AD Antorcha                                   | 13.56                                         | la categoria femenina començà el 1990 | la categoria femenina començà el 1990 | la categoria femenina començà el 1990 | [ 2 ]             |
| XLIV     | 1964 | Domingo Cornudella                            | AD Antorcha                                   | 13.93                                         | la categoria femenina començà el 1990 | la categoria femenina començà el 1990 | la categoria femenina començà el 1990 | [ 2 ] [ 12 ]      |
| XLV      | 1965 | Domingo Cornudella                            | AD Antorcha                                   | 13.93                                         | la categoria femenina començà el 1990 | la categoria femenina començà el 1990 | la categoria femenina començà el 1990 | [ 2 ]             |
| XLVI     | 1966 | Domingo Cornudella                            | FC Barcelona                                  | 13.45                                         | la categoria femenina començà el 1990 | la categoria femenina començà el 1990 | la categoria femenina començà el 1990 | [ 2 ]             |
| XLVII    | 1967 | Bernardo de Sola                              | Sícoris Club                                  | 14.14                                         | la categoria femenina començà el 1990 | la categoria femenina començà el 1990 | la categoria femenina començà el 1990 | [ 2 ]             |
| XLVIII   | 1968 | Albert Orfila Tena                            | FC Barcelona                                  | 13.63                                         | la categoria femenina començà el 1990 | la categoria femenina començà el 1990 | la categoria femenina començà el 1990 | [ 2 ]             |
| XLIX     | 1969 | Albert Orfila Tena                            | FC Barcelona                                  | 13.64                                         | la categoria femenina començà el 1990 | la categoria femenina començà el 1990 | la categoria femenina començà el 1990 | [ 2 ]             |
| L        | 1970 | Albert Orfila Tena                            | FC Barcelona                                  | 13.86                                         | la categoria femenina començà el 1990 | la categoria femenina començà el 1990 | la categoria femenina començà el 1990 | [ 2 ]             |
| LI       | 1971 | Albert Orfila Tena                            | FC Barcelona                                  | 14.10                                         | la categoria femenina començà el 1990 | la categoria femenina començà el 1990 | la categoria femenina començà el 1990 | [ 2 ]             |
| LII      | 1972 | Albert Orfila Tena                            | FC Barcelona                                  | 15.04                                         | la categoria femenina començà el 1990 | la categoria femenina començà el 1990 | la categoria femenina començà el 1990 | [ 2 ]             |
| LIII     | 1973 | Albert Orfila Tena                            | FC Barcelona                                  | 14.92                                         | la categoria femenina començà el 1990 | la categoria femenina començà el 1990 | la categoria femenina començà el 1990 | [ 2 ]             |
| LIV      | 1974 | Albert Orfila Tena                            | FC Barcelona                                  | 14.55                                         | la categoria femenina començà el 1990 | la categoria femenina començà el 1990 | la categoria femenina començà el 1990 | [ 2 ]             |
| LV       | 1975 | Juan López Molera                             | CE Universitari                               | 14.08                                         | la categoria femenina començà el 1990 | la categoria femenina començà el 1990 | la categoria femenina començà el 1990 | [ 2 ]             |
| LVI      | 1976 | Jordi Vilà Viñas                              | CA Laietània                                  | 15.38                                         | la categoria femenina començà el 1990 | la categoria femenina començà el 1990 | la categoria femenina començà el 1990 | [ 2 ]             |
| LVII     | 1977 | Jordi Vilà Viñas                              | CA Laietània                                  | 15.93                                         | la categoria femenina començà el 1990 | la categoria femenina començà el 1990 | la categoria femenina començà el 1990 | [ 2 ]             |
| LVIII    | 1978 | Albert Orfila Tena                            | FC Barcelona                                  | 14.93                                         | la categoria femenina començà el 1990 | la categoria femenina començà el 1990 | la categoria femenina començà el 1990 | [ 2 ]             |
| LIX      | 1979 | Albert Orfila Tena                            | FC Barcelona                                  | 14.75                                         | la categoria femenina començà el 1990 | la categoria femenina començà el 1990 | la categoria femenina començà el 1990 | [ 2 ]             |
| LX       | 1980 | Albert Orfila Tena                            | FC Barcelona                                  | 14.93                                         | la categoria femenina començà el 1990 | la categoria femenina començà el 1990 | la categoria femenina començà el 1990 | [ 2 ]             |
| LXI      | 1981 | Albert Batalla Flores                         | CG Barcelonès                                 | 15.05                                         | la categoria femenina començà el 1990 | la categoria femenina començà el 1990 | la categoria femenina començà el 1990 | [ 2 ]             |
| LXII     | 1982 | Carles Lloveras                               | PPCD Vilanova                                 | 14.80                                         | la categoria femenina començà el 1990 | la categoria femenina començà el 1990 | la categoria femenina començà el 1990 | [ 2 ]             |
| LXIII    | 1983 | Jordi Vilà Viñas                              | CA Laietània                                  | 15.29                                         | la categoria femenina començà el 1990 | la categoria femenina començà el 1990 | la categoria femenina començà el 1990 | [ 2 ]             |
| LXIV     | 1984 | José María Alcañiz                            | CN Montjuïc                                   | 14.95                                         | la categoria femenina començà el 1990 | la categoria femenina començà el 1990 | la categoria femenina començà el 1990 | [ 2 ]             |
| LXV      | 1985 | Carles Gené                                   | CN Reus Ploms                                 | 14.29                                         | la categoria femenina començà el 1990 | la categoria femenina començà el 1990 | la categoria femenina començà el 1990 | [ 2 ]             |
| LXVI     | 1986 | Joaquim Fontané                               | GEiEG                                         | 15.02                                         | la categoria femenina començà el 1990 | la categoria femenina començà el 1990 | la categoria femenina començà el 1990 | [ 2 ]             |
| LXVII    | 1987 | Albert Batalla Flores                         | CG Barcelonès                                 | 15.66                                         | la categoria femenina començà el 1990 | la categoria femenina començà el 1990 | la categoria femenina començà el 1990 | [ 2 ]             |
| LXVIII   | 1988 | Albert Batalla Flores                         | CG Barcelonès                                 | 15.26                                         | la categoria femenina començà el 1990 | la categoria femenina començà el 1990 | la categoria femenina començà el 1990 | [ 2 ]             |
| LXIX     | 1989 | Josep Maria Charles                           | CE Canaletes                                  | 14.76                                         | la categoria femenina començà el 1990 | la categoria femenina començà el 1990 | la categoria femenina començà el 1990 | [ 2 ]             |
| LXX      | 1990 | Xavier Valls Tort                             | CG Barcelonès                                 | 15.09                                         | Soledad Vidal                         | CG Tarragona                          | 11.66                                 | [ 2 ]             |
| LXXI     | 1991 | David Reinal Solans                           | CGB-L'Hospitalet                              | 15.06                                         | Sònia Rallo Rodríguez                 | JA Sabadell                           | 12.00                                 | [ 2 ]             |
| LXXII    | 1992 | Jaume Vila                                    | CA Granollers                                 | 15.44                                         | Sònia Rallo Rodríguez                 | JA Sabadell                           | 12.49                                 | [ 2 ]             |
| LXXIII   | 1993 | David Reinal Solans                           | CGB-L'Hospitalet                              | 15.73                                         | Mònica Jofresa Prats                  | CGB-L'Hospitalet                      | 12.13                                 | [ 2 ]             |
| LXXIV    | 1994 | Xavier Valls Tort                             | FC Barcelona                                  | 15.75                                         | Georgina Vidal                        | FC Barcelona                          | 12.19                                 | [ 2 ]             |
| LXXV     | 1995 | Josep M. Torras                               | L'Hospitalet At.                              | 15.82                                         | Mònica Jofresa Prats                  | L'Hospitalet At.                      | 12.22                                 | [ 2 ]             |
| LXXVI    | 1996 | Josep M. Torras                               | L'Hospitalet At.                              | 15.89                                         | Mònica Jofresa Prats                  | L'Hospitalet At.                      | 12.46                                 | [ 2 ]             |
| LXXVII   | 1997 | Eduardo Pérez Neila                           | CA Laietània                                  | 16.00                                         | Mònica Jofresa Prats                  | FC Barcelona                          | 12.87                                 | [ 2 ]             |
| LXXVIII  | 1998 | Josep M. Torras                               | FC Barcelona                                  | 15.80                                         | Míriam Valls Tort                     | AA Catalunya                          | 12.34                                 | [ 2 ]             |
| LXXIX    | 1999 | Eduardo Pérez Neila                           | Airtel AAM                                    | 15.69                                         | Mònica Jofresa Prats                  | Transports T2                         | 12.35                                 | [ 2 ]             |
| LXXX     | 2000 | Xavier Valls Tort                             | AAC-UBAE                                      | 15.21                                         | Míriam Valls Tort                     | AAC-UBAE                              | 11.91                                 | [ 2 ]             |
| LXXXI    | 2001 | Albert Andrade                                | Integra 2                                     | 15.22                                         | Conchi Paredes                        | AAC-UBAE                              | 12.99                                 | [ 2 ]             |
| LXXXII   | 2002 | Eduardo Pérez Neila                           | AA Moratalaz                                  | 15.90                                         | Conchi Paredes                        | AAC-UBAE                              | 13.11                                 | [ 2 ]             |
| LXXXIII  | 2003 | Sergi Fernández López                         | AAC-UBAE                                      | 15.58                                         | Meritxell Marfil Vives                | CA Igualada                           | 11.75                                 | [ 2 ]             |
| LXXXIV   | 2004 | Eduardo Pérez Neila                           | FC Barcelona                                  | 15.63                                         | Cira Romero                           | FC Barcelona                          | 12.12                                 | [ 2 ]             |
| LXXXV    | 2005 | Sergi Fernández López                         | AAC-UBAE                                      | 14.60                                         | Marina Garcia Sánchez                 | Integra 2                             | 12.10                                 | [ 2 ]             |
| LXXXVI   | 2006 | Eduardo Pérez Neila                           | FC Barcelona                                  | 15.74                                         | Marina Garcia Sánchez                 | FC Barcelona                          | 12.48                                 | [ 2 ]             |
| LXXXVII  | 2007 | Pere Joseph Vilaplana                         | FC Barcelona                                  | 15.76                                         | Roser Rios Baldellou                  | FC Barcelona                          | 12.51                                 | [ 2 ]             |
| LXXXVIII | 2008 | Pere Joseph Vilaplana                         | FC Barcelona                                  | 15.83                                         | Dèbora Calveras                       | CA Manresa                            | 12.66                                 | [ 2 ]             |
| LXXXIX   | 2009 | Sergi Fernández López                         | AD Marathon                                   | 15.12                                         | Dèbora Calveras                       | CA Manresa                            | 12.95                                 | [ 2 ]             |
| XC       | 2010 | Robert Díez                                   | ISS-L'Hospitalet                              | 15.24                                         | Dèbora Calveras                       | FC Barcelona                          | 12.56                                 | [ 2 ]             |
| XCI      | 2011 | Adrià Alférez                                 | ISS-L'Hospitalet                              | 15.16                                         | Dèbora Calveras                       | FC Barcelona                          | 13.02                                 | [ 2 ]             |
| XCII     | 2012 | Daniel Pacheco                                | Cornellà At.                                  | 15.95                                         | Dèbora Calveras                       | FC Barcelona                          | 13.19                                 | [ 2 ]             |
| XCIII    | 2013 | Guillem Domingo                               | FC Barcelona                                  | 14.70                                         | Dèbora Calveras                       | FC Barcelona                          | 13.42                                 | [ 2 ]             |
| XCIV     | 2014 | Jaume Roca                                    | FC Barcelona                                  | 15.16                                         | Dèbora Calveras                       | FC Barcelona                          | 13.74                                 | [ 2 ]             |
| XCV      | 2015 | Guillem Domingo                               | FC Barcelona                                  | 15.24                                         | Ester García Lanzas                   | AA Catalunya                          | 12.46                                 | [ 2 ]             |
| XCVI     | 2016 | Daniel Pacheco                                | Cornellà At.                                  | 14.93                                         | Ariadna Ramos                         | CA Igualada                           | 13.12                                 | [ 2 ]             |
| XCVII    | 2017 | Daniel Pacheco                                | Cornellà At.                                  | 14.74                                         | Nora Taher                            | FC Barcelona                          | 12.16                                 | [ 2 ]             |
| XCVIII   | 2018 | Ramon Adàlia                                  | AA Catalunya                                  | 15.25                                         | Nora Taher                            | CA Igualada                           | 12.87                                 | [ 2 ]             |
| XCIX     | 2019 | Ramon Adàlia                                  | AA Catalunya                                  | 15.72                                         | Naiara Estanga                        | AA Catalunya                          | 13.23                                 | [ 2 ]             |
| C        | 2020 | Ramon Adàlia                                  | AA Catalunya                                  | 15.53                                         | Naiara Estanga                        | AA Catalunya                          | 12.83                                 | [ 2 ]             |
| CI       | 2021 | Ramon Adàlia                                  | FC Barcelona                                  | 15.35                                         | Naiara Estanga                        | FC Barcelona                          | 12.90                                 | [ 2 ]             |
| CII      | 2022 | Daniel Pacheco                                | Cornellà At.                                  | 15.36                                         | Naiara Estanga                        | FC Barcelona                          | 13.23                                 | [ 2 ]             |
| CIII     | 2023 | Ramon Adàlia                                  | FC Barcelona                                  | 15.55                                         | Naiara Estanga                        | FC Barcelona                          | 13.05                                 | [ 2 ]             |
| CIV      | 2024 | Ramon Adàlia                                  | FC Barcelona                                  | 15.68                                         | Naiara Estanga                        | At. San Sebastián                     | 13.33                                 | [ 2 ]             |

1. ↑  Societat Gimnàstica Alemanya de Barcelona.
2. ↑  Club Atletes Units de Girona.